# Walt Disney Animation Japan
Walt Disney Animation Japan était un studio d'animation situé à Tokyo (Japon), filiale de Walt Disney Television Animation, il travailla à la fois sur des longs-métrages et des séries télévisées d'animation de 1997 à juin 2004.
À la différence de Walt Disney Animation Australia, la spécialité des studios japonais était les scènes d'actions et le mouvement. La conséquence fut que souvent les films prévus pour sortir directement en vidéo étaient réalisés conjointement par les studios australien et le japonais avec une répartition des tâches selon leurs spécialités.

## Historique
En 1997, Disney fonde un studio d'animation au Japon.
Le 9 avril 2004, Disney annonce la fermeture du studio japonais pour juin. Le 27 octobre 2004, 35 des 101 employés du studio créent un studio nommé The Answer Studio. Un de leurs premiers projets a été de réaliser un court métrage pour le quarantième anniversaire du film Mary Poppins (1964) intitulé The Cat That Looked at a King.

## Réalisations
- Aladdin, la série
- Bonkers
- Tic et Tac, les rangers du risque (Chip 'n Dale Rescue Rangers)
- Myster Mask (Darkwing Duck)
- La Bande à Picsou (Duck Tales)
- Gargoyles, les anges de la nuit
- La Bande à Dingo (Goof Troop)
- Les Gummies (Disney's Adventures of the Gummi Bears)
- Hercule (Hercules)
- La Petite Sirène, la série (The Little Mermaid)
- Les Nouvelles Aventures de Winnie l'ourson (The New Adventures of Winnie the Pooh)
- Super Baloo (TaleSpin)